# Miguel Andújar
Miguel Enrique  Andújar  (nació el 2 de marzo de 1995 en San Cristóbal), más conocido como Miguel Andújar es un Beisbolista Dominicano que se desempeña en la posición de tercera base, actualmente juega para la organización de los Athletics de la grandes ligas de béisbol. Hizo su debut en la Grandes Ligas de Béisbol el 28 de julio de 2017 con los New York Yankees.

## Vida personal
Miguel Enríque Andújar es oriundo de la provincia de Provincia de San Cristóbal en la República Dominicana.

## Ligas Menores
Firmó con los New York Yankees como agente libre internacional en julio de 2011.Hizo su debut profesional en 2012 con los Yankees de la Costa del Golfo equipo filial de los New York Yankees.

## Ligas Mayores

#### 2017
Después de haber jugado 7 partidos con los Rail Riders, los New York Yankees lo ascendieron a las ligas mayores el 28 de junio de 2017, cuando Matt Holliday   entró en la lista de lesionados. Debutó en las Grandes Ligas como el bateador designado de los New York Yankees  contra los Medias Blancas de Chicago, se fue de  4-3 con cuatro carreras impulsadas y una base por bolas, rompiendo el récord de más de carreras impulsadas por un debutante en Yankees en su primer partido. Para que pudiera continuar jugando todos los partidos como tercera base. Tras el final de la temporada  donde había bateado .317 con 9 home run y 30 carreras impulsadas en 58 partidos, los Yankees lo promovieron a las ligas mayores el  16 de septiembre de  2017.

### 2018
Comenzó la temporada 2018 donde fue promovido a las Grandes Ligas el 1 de abril. Logró su primer home run en las Grandes Ligas el 17 de abril. El 23 de abril, dio un home run contra los Minnesota Twins marcando su séptimo partido consecutivo con un hit de extra base. Se unió a Joe DiMaggio y Mickey Mantle como los únicos jugadores de los yankees que han tenido 7 juegos consecutivos con un hit de extra base antes de los 24 años. El 29 de septiembre, logró su 45 doble de la temporada, rompiendo el récord de los yankees por la mayoría de los dobles por un novato, que anteriormente pertenecía a Joe DiMaggio.  Con los New York Yankees, bateó para .297  en 149 juegos de la Temporada 2018 de las Grandes Ligas de Béisbol en los que impulsó 92 carreras con 27 home run, y vio el porcentaje más bajo de bolas rápidas de todos los bateadores de grandes ligas de béisbol (46.0%).  Terminó segundo en la votación del Premio al Novato del Año, detrás de Shohei Ohtani de los Anaheim Angels

### 2019
El 1 de abril, entró en la lista de lesionados de 10 días debido a una distensión en el hombro derecho.  Optó por rehabilitar la lesión en lugar de someterse a una cirugía. Los Yankees lo activaron el 4 de mayo. Fue devuelto a la lista de lesionados el 13 de mayo. El 15 de mayo, fue descartó para el resto de 2019 después de revelar que necesitaba una cirugía en el hombro derecho. Fue operado el 20 de mayo. Solo pudo jugar en 12 partidos en los que bateó para .128 con una solo Carrera impulsada.